# Kościół Matki Boskiej Częstochowskiej w Soczewce
Kościół Matki Boskiej Częstochowskiej w Soczewce – rzymskokatolicki kościół parafialny w Soczewce, w powiecie płockim, w województwie mazowieckim. Do rejestru zabytków wpisany został w 1978.

## Historia i architektura
Neogotycką, jednonawową świątynię z wieżą od frontu, według projektu Edwarda Cichockiego, wzniesiono w latach 1905-1906. Inwestycję współfinansowała rodzina Epsteinów, która przekazała też działkę pod budowę kościoła. Obiekt wzniesiono na planie krzyża łacińskiego z transeptem, do którego dobudowano dwie niewielkie zakrystie. Do wnętrza wiodą trzy wejścia. W 1921 powstała tu parafia erygowana przez kardynała Aleksandra Kakowskiego. 23 maja 1927 obiekt był konsekrowany przez błogosławionego biskupa Antoniego Juliana Nowowiejskiego. W 1935 świątynię wizytował błogosławiony biskup Leon Wetmański. Krzyż jubileuszowy Roku Odkupienia (1933) biskupa Wetmańskiego jest przymocowany do murów kościoła. 23 września 1939 niemieccy naziści rozstrzelali pierwszego proboszcza – księdza Pawła Kwiatkowskigo (miejsce mordu jest oznaczone krzyżem). Kościół podczas niemieckiej okupacji był nieczynny. Po 1989 budowlę remontowano, wyposażono w instalację przeciwpożarową i alarmową oraz nowe oświetlenie. 3 września 2008 kościół odwiedził biskup Piotr Libera.